# Geniji v kratkih hlačah
Geniji v kratkih hlačah je mladinski roman, ki ga je napisal Slavko Pregl. Prvič je izšel leta 1978 pri založbi Mladinska knjiga. Po romanu je bila posneta televizijska nadaljevanka Geniji ali genijalci. Slavko Pregl je o pametni mladini napisal še dve deli, to sta Geniji v dolgih hlačah (1985) in Geniji brez hlač (2009).

## Vsebina
Gimnazijci in osnovnošolci ustvarjajo šolsko glasilo Utripi. S tem si popestrijo vsakdanje šolske dneve. Soočajo se z nezadostnimi ocenami, ukori, problemi s profesorji in doživljajo prve simpatije. Vmes se ustvarjalci glasila sprejo, saj se osmošolci Pipi, Miha, Kocka, Bajsi in Razmeš počutijo zapostavljene. Odločijo se, da bodo izdali svoje glasilo, pravzaprav "zarotniški antičasopis", z naslovom Antiutripi. To glasilo postane nepričakovano uspešno, najstniki pa se zopet spoprijateljijo. V skupnem ustvarjanju Utripov so tako dobri, da zmagajo na tekmovanju za najboljše šolsko glasilo.
Zgodba poteka med šolskim letom bodisi v šoli bodisi v njeni neposredni bližini. Napisana je na realističen način.

## Liki
Glavne književne osebe so najstniki, gimnazijci in osnovnošolci. Bob, Genij, Biba, Žan, Pika in Pesnik so gimnazijci, medtem ko so Pipi, Miha, Kocka, Bajs in Razmeš osnovnšolci. V zgodbi nastopa tudi ravnatelj Medo, profesorica za slovenščino Klofutarjeva oz. Informacija ter še nekaj ostalih profesorjev, kot so  DInozaver, Kemik, Filozof, Zgodovinar in Matka.